# Yllestads kyrka

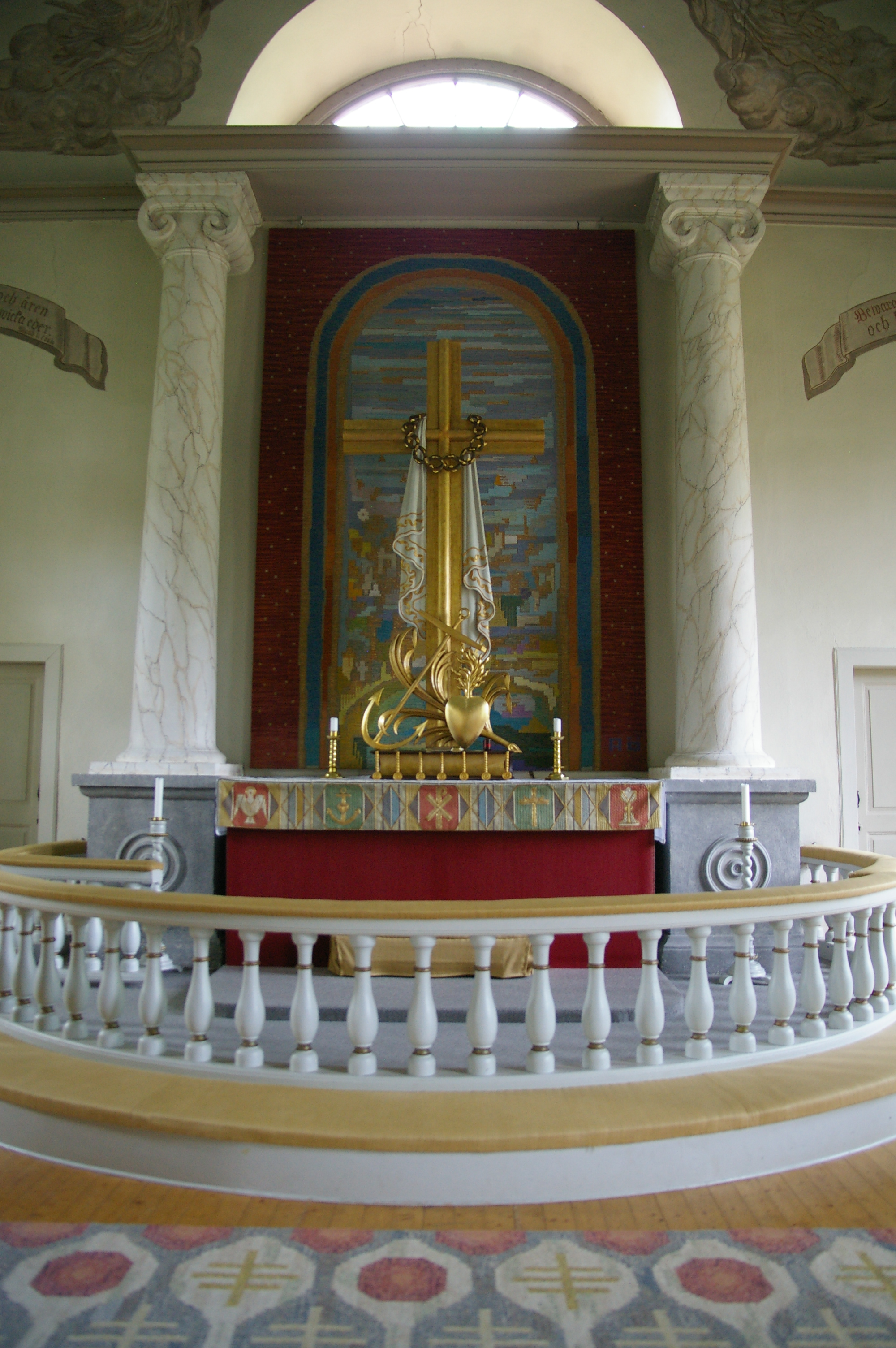
Bakom altaret finns en bonad från Tre Bäckar i Varnhem. Bonaden döljer en skada kyrkan ådrog sig den 23 oktober 1904 då en jordbävning spräckte väggen vid altaret från golv till tak.

Yllestads kyrka är en kyrkobyggnad som tillhör Yllestads församling i Skara stift. Kyrkan ligger i Kättilstorp i den sydöstra delen av Falköpings kommun.

## Kyrkobyggnad
Byggandet av Yllestads kyrka påbörjades 1843 och var färdigt 1848. Byggnadsstilen är den så kallade nyklassiska. 
Nuvarande kyrka ersatte en medeltida kyrkobyggnad som revs 1840. Vid en restaurering 1954 påträffades grundmurarana av denna stenkyrka under golvläggningen. Den gamla kyrkan hade bränts ner av danska trupper under 1560-talet, men byggdes upp igen.

## Inventarier
- En modern dopfunt i kalksten levererades till kyrkan 1963.
- Altarprydnaden består av ett träkors med törnekrona och svepduk.
- Läktarorgeln är från 1863 och byggd av bonden och bygdeorgelbyggaren Svante Johansson från Liared. Den renoverades 1953 av orgelbyggarens sonson Nils Johansson och 1968 av Nye Orgelbyggeri.